# Kanton Royère-de-Vassivière
Kanton Royère-de-Vassivière (francouzsky Canton de Royère-de-Vassivière) je francouzský kanton v departementu Creuse v regionu Limousin. Tvoří ho sedm obcí.

## Obce kantonu
- Le Monteil-au-Vicomte
- Royère-de-Vassivière
- Saint-Junien-la-Bregère
- Saint-Martin-Château
- Saint-Moreil
- Saint-Pardoux-Morterolles
- Saint-Pierre-Bellevue